# Folha de S.Paulo
Folha de S.Paulo, amb els noms alternatius Folha de São Paulo o Folha (literalment en català, “full de S.Paulo”), és un diari brasiler publicat a la ciutat de São Paulo. A final de 2021 es tractava del segon diari amb més tiratge del país.
Fundada el 19 de febrer de 1921 per un grup de periodistes liderats per Olival Costa i Pedro Cunha, Folha es va crear en oposició al principal diari de la ciutat, O Estado de S. Paulo, que representava les elits econòmiques de l'estat i adoptava una postura més conservadora i continuista.
L'any 1950, totes les edicions van passar a imprimir-se en un edifici del carrer Barão de Campinas i a finals dels anys 60 la seu es va ampliar amb un nou immoble al carrer Barão de Limeira, paral·lel al primer. Actualment, aquest edifici és l'entrada principal de la seu central de l'empresa.
L'any 1986, Folha de S.Paulo es va convertir en el diari de major circulació de tot el país, un lideratge que ha mantingut fins al 2021. L'any 1995, Folha va obrir la seva nova impremta, considerada la més gran i més actualitzada tecnològicament d'Amèrica Llatina. El rècord de circulació i vendes del diari es va aconseguir l'any 1994, batent la marca d'1,1 milions d'unitats en l'edició dominical.
Actualment, Folha de S.Paulo és el centre d'un conglomerat d'activitats en el sector de les telecomunicacions, que inclou diaris, bases de dades, instituts d'opinió i estudi de mercat, agències de notícies, serveis d'informació i entreteniment en temps real, indústria gràfica i logística.